# Michael Bolton
Pour les articles homonymes, voir Bolton.
 (novembre 2020).
Si vous disposez d'ouvrages ou d'articles de référence ou si vous connaissez des sites web de qualité traitant du thème abordé ici, merci de compléter l'article en donnant les références utiles à sa vérifiabilité et en les liant à la section « Notes et références ».

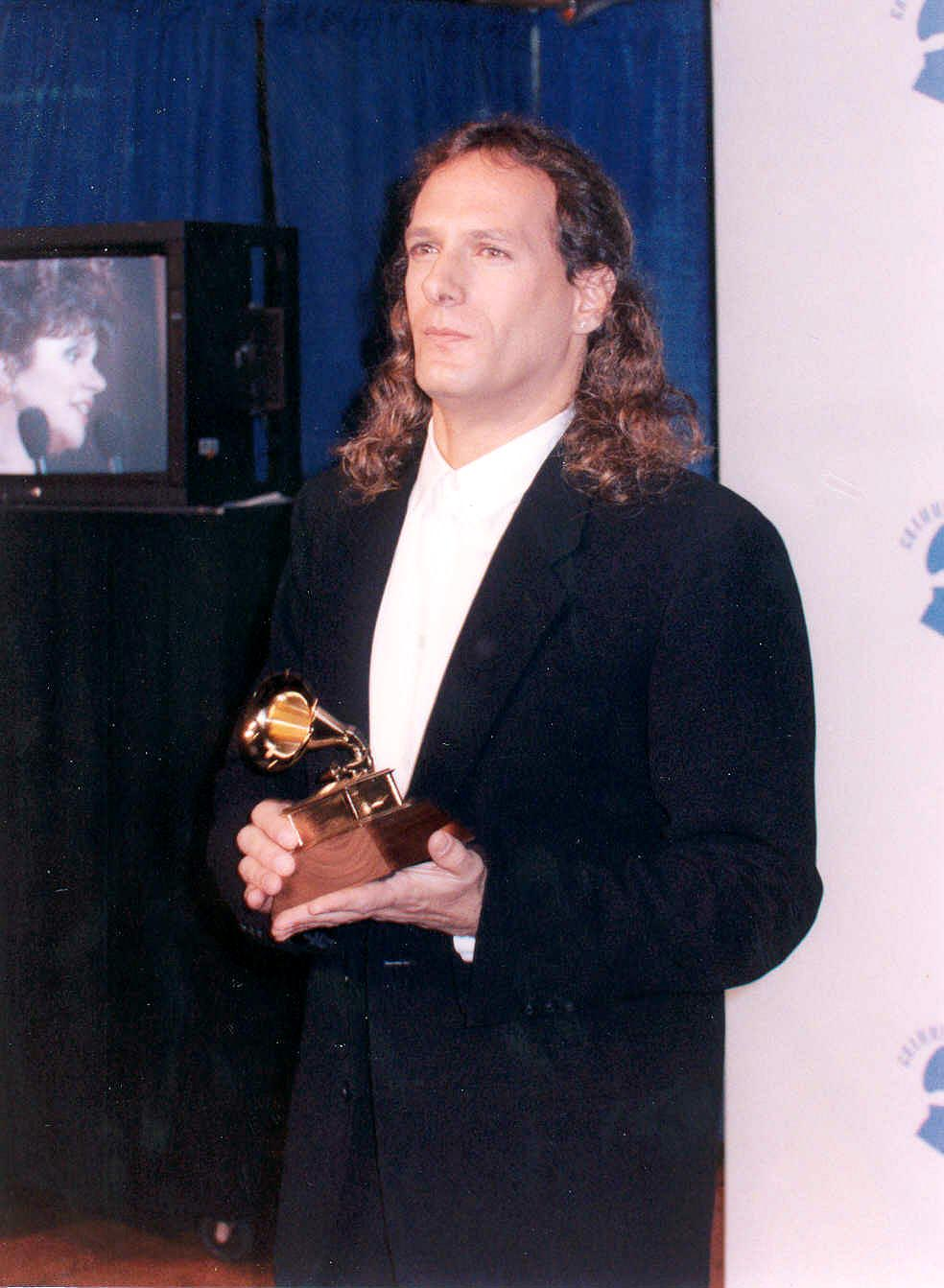
Michael Bolton gagne un Grammy Award en 1990

Michael Bolton est un auteur-compositeur-interprète américain né le 26 février 1953 à New Haven dans le Connecticut.

## Biographie
Michael Bolton, de son vrai nom Bolotin, est né en 1953 à New Haven, dans le Connecticut. Michael fait ses débuts dans la musique au cours des années 1970, aux côtés de Black Jack, un groupe de hard rock. Pour le chanteur à la coupe « mulet », le succès vient lentement. Mais il change de nom et abandonne le métal et sa vie prend alors un autre tournant. Il change radicalement de style, en donnant dans le romantisme et la ballade. En 1983, Bolton signe un contrat solo avec Columbia. Son premier album, éponyme, sort dans la foulée et conquiert la gent féminine. Michael sort des albums, quasiment tous les ans, remportant un succès énorme au niveau des ventes et en concerts où il déchaîne les foules. Il remporte de nombreuses récompenses, notamment dans les catégories de meilleur interprète et de meilleur concert. Ses succès comme How Can We Be Lovers, When A Man Loves A Woman et  You Wouldn't Know Love font fureur et remportent plusieurs distinctions pour ses chansons.
Par la suite, il aborde l'opéra. 
En 1996, il sort la chanson Fool for love, adaptation anglaise de Requiem pour un fou de Johnny Hallyday. Ce titre est l'occasion de deux duos avec Hallyday diffusés en single proposant une version franco-anglaise et une version anglaise,. Il réalise d'autres duos avec des chanteuses telles que Helene Fischer, Céline Dion, Eva Cassidy, Delta Goodrem, Anna Tatangelo, Elaine Page, Mariah Carey, Lara Fabian, Coco Lee, Patti Labelle, Suzie Ben, entre autres. En 1997, pour les besoins du long-métrage Disney Hercule, il sort la chanson Go the Distance qui est un grand succès puisqu'elle sera nommée aux Oscars.
Il est entre 1993 et 2005 le compagnon de Nicollette Sheridan. Ils se sont fiancés pour la seconde fois en mars 2006, avant de se séparer de nouveau en août 2008. En 2009, il sort la chanson Murder My Heart, écrite par Lady Gaga, et sort en 2011 une chanson nommée Jack Sparrow avec le groupe The Lonely Island.

## Discographie
- 1983 : Michael Bolton (CBS)
- 1985 : Everybody's Crazy (Colombia)
- 1987 : The Hunger (Colombia)
- 1989 : Soul Provider (Colombia)
- 1991 : Time, Love & Tenderness
- 1992 : Timeless (the Classics)
- 1993 : All About Love
- 1996 : Greatest Hits 1985 - 1995
- 1997 : All That Matters
- 1999 : Timeless (the Classics) Vol. 2
- 2003 : Only A Woman Like You
- 2003 : Vintage
- 2003 : The Essential Michael Bolton
- 2004 : Michael Bolton
- 2004 : Love Songs
- 2004 : Greatest Hits 1985-1995
- 2004 : This Is The Time - The Christmas Album
- 2005 : Michael Bolton The Very Best
- 2005 : The One Thing
- 2006 : Collections
- 2007 : Bolton Swings Sinatra
- 2007 : Super Hits
- 2008 : Soul Provider
- 2009 : Time, Love And Tenderness “the Best Of Michael Bolton”
- 2011 : Jack Sparrow avec The Lonely Island
- 2016 : Incredible thoughts avec The Lonely Island
- 2019 : A Symphony Of Hits (best of)

## Single
• 1997 : Go the distance ( Hercule , film d'animation de Disney , générique de fin )

## Filmographie

### Acteur
- 1997 : Une nounou d'enfer : Lui-même
- 2002 : High Voltage : Michael Volt
- 2002 : Chiens des neiges : Lui-même
- 2005 : Terror at Home: Domestic Violence in America (TV)
- 2012 : Mon oncle Charlie : Lui-même
- 2016 : Popstar : Never Stop Never Stopping : Lui-même
- 2017 : Bienvenue chez les Huang : Lui-même

### Producteur
- 2001 : Le Cheik blanc (Good Advice)
- 2001 : Offside